# أوتيس د. رايت الثاني
أوتيس د. رايت الثاني (بالإنجليزية: Otis D. Wright II) هو محامي وقاضي أمريكي، ولد في 13 يوليو 1944 في توسكيجي في الولايات المتحدة.